# NGC 57
NGC 57 este o galaxie eliptică din constelația Peștii. A fost descoperită în 8 octombrie 1784 de către astronomul William Herschel. 

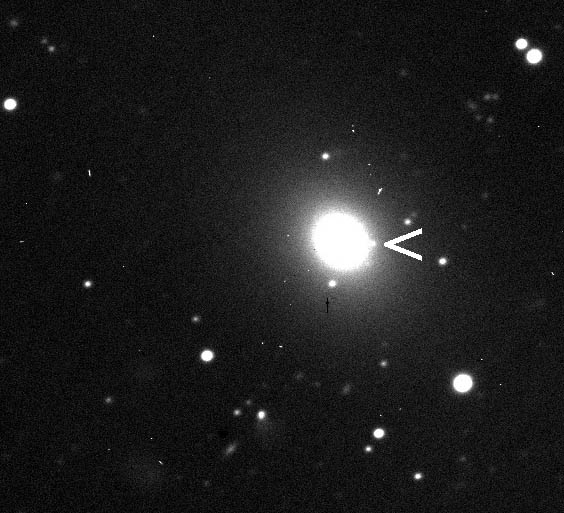
Supernova 2010dq văzută la 3 iunie 2010

## SN 2010dq
În 3 octombrie 2010,  Koichi Itagaki a detectat o supernovă în galaxia NGC 57 la coordonatele 00 15 29.70 +17 19 41.0.

## Legături externe
Materiale media legate de NGC 57 la Wikimedia Commons